# Sumitomo Electric Bordnetze
Die Sumitomo Electric Bordnetze SE (abgekürzt SEBN) ist ein weltweit tätiger Anbieter von elektrischen Bordnetzen und Komponenten für die internationale Automobilindustrie.
Das Unternehmen mit Sitz im niedersächsischen Wolfsburg beschäftigt  40.000 Mitarbeiter in 14 Ländern.

## Tätigkeit
Zum Kundenkreis gehören Unternehmen der Automobilindustrie, insbesondere die Volkswagen-Gruppe mit den Marken Volkswagen, Volkswagen Nutzfahrzeuge, Audi, Seat, Škoda, Bugatti und Porsche. Das Produktportfolio umfasst Gesamtbordnetzsysteme, Kundenspezifische Kabelstränge/Kabelbäume (KSK) bzw. Leitungssätze, Motor-, Tür-, Sitz- sowie Hochvolt-Leitungssätze. 
Sumitomo Electric Bordnetze begleitet Fahrzeugprojekte von der Konzeptentwicklung über die Fertigung bis zur sequenzgenauen Anlieferung beim Kunden und verfügt dabei über spezifische Fertigungs-, Verfahrens- und Prüftechniken sowie einen eigenen Muster- und Prototypenbau.

## Geschichte
Das Unternehmen ist Teil der Sumitomo Electric Industries. Die Gruppe, deren Wurzeln über 400 Jahre zurückreichen, umfasst rund 390 Niederlassungen und Tochtergesellschaften in unterschiedlichen Branchen in mehr als 30 Ländern, hauptsächlich in Asien, Nordamerika und Europa. Insgesamt sind bei Sumitomo Electric Industries weltweit mehr als 240.000 Mitarbeiter beschäftigt. Sumitomo Electric Bordnetze wurde 1986 als Joint Venture der Volkswagen AG und der Siemens AG unter dem Namen Volkswagen Bordnetze GmbH gegründet.
Mit Beginn der 1990er Jahre wurden die ersten internationalen Standorte errichtet, unter anderem in Polen (1992) und der Slowakei (1996). Im Jahr 2003 erfolgte die Gründung des Joint Ventures Changchun Volkswagen Bordnetze Co., Ltd. in Changchun und damit der Eintritt in den chinesischen Markt. Weitere SEBN Fertigungswerke befinden sich in der Ukraine, Rumänien, Bulgarien, Mexiko, Tunesien, Marokko und Moldau. Darüber hinaus hält das Unternehmen Entwicklungsstandorte in Wolfsburg, Ingolstadt, Stuttgart und Mladá Boleslav (Tschechien).
Im Jahr 2006 verkauften die Volkswagen AG und die Siemens AG die Volkswagen Bordnetze GmbH, das Unternehmen wurde durch Sumitomo Electric Industries Ltd. und Sumitomo Wiring Systems Ltd. übernommen und firmiert seitdem als Sumitomo Electric Bordnetze.
Das Unternehmen agierte bis November 2015 als GmbH, vollzog zwischenzeitlich seinen Wechsel zu einer Aktiengesellschaft AG und wurde im Oktober 2016 zur Europäischen Aktiengesellschaft Societas Europaea (SE) umgewandelt.